# موتور روح‌الله بامری
موتور روح‌الله بامری یک منطقهٔ مسکونی در ایران است که در دهستان جلگه چاه هاشم واقع شده‌است. موتور روح‌الله بامری ۳۴ نفر جمعیت دارد.